# Julien Da Costa
Julien Da Costa, né le 3 septembre 1981 à Béziers, est un pilote de course de motos.

## Palmarès
- 2008 : 
  - Vainqueur du Bol d'or - Suzuki GSX-R 1000 - (Suzuki Endurance Racing Team) - (Vincent Philippe / Matthieu Lagrive). Champion du monde avec le S.E.R.T en 2007 et 2008

- 2010 :
  - Vainqueur des 24 Heures Moto - Kawasaki ZX-10R 1000 - (Gilles Stafler Racing) - (Olivier Four / Grégory Leblanc)

- 2011 :
  - Vainqueur des 24 Heures Moto - Kawasaki ZX-10R 1000 - (Stafler Racing Competition) - (Olivier Four / Grégory Leblanc)

- 2012 :

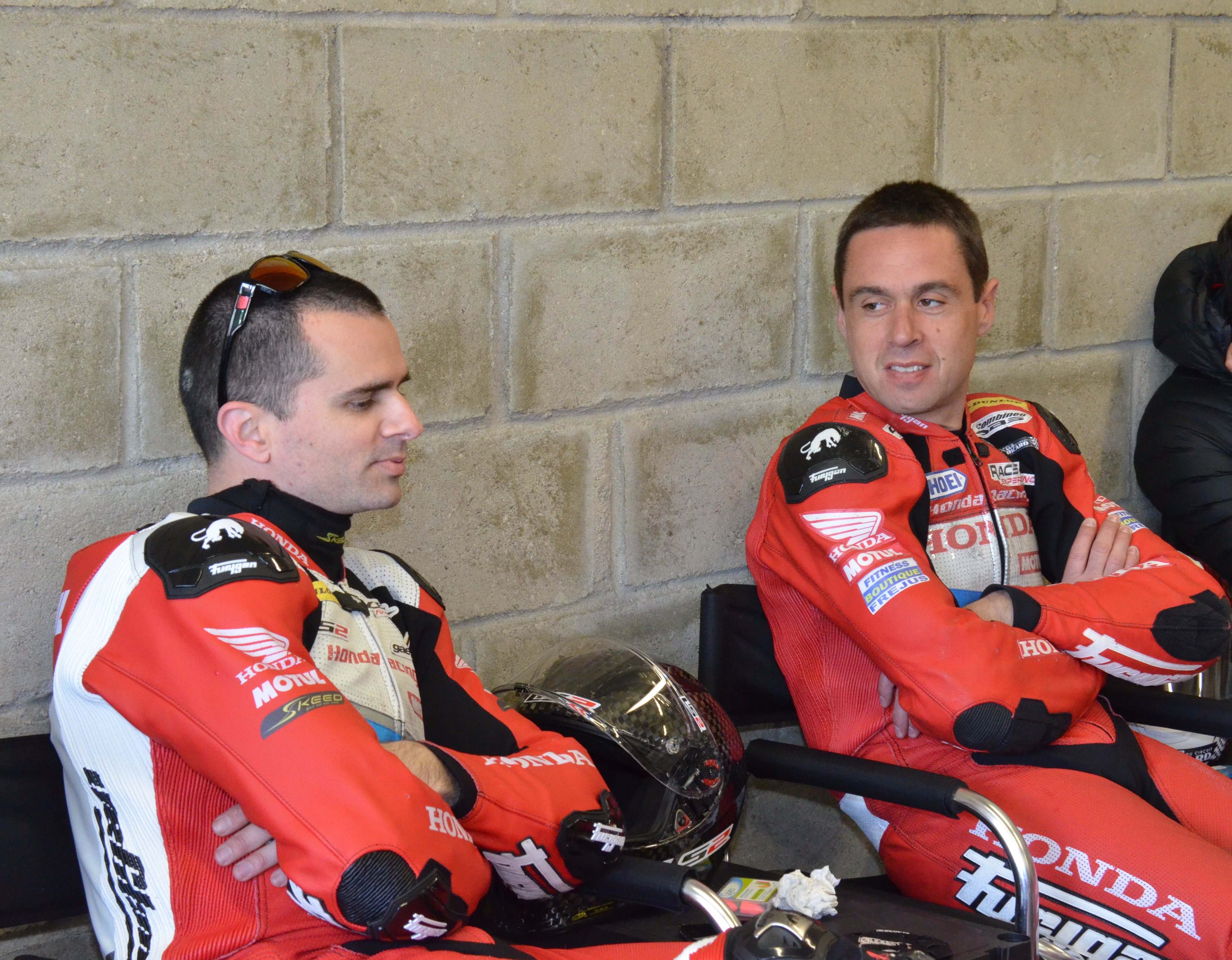
Julien Da Costa et Sébastien Gimbert aux pré-Mans 2016.

  - Vainqueur du Bol d'or - Kawasaki ZX-10R 1000 - (Stafler Racing Competition) - (Olivier Four / Grégory Leblanc)
  - Vainqueur des 24 Heures Moto - Kawasaki ZX-10R 1000 - (Stafler Racing Competition) - (Freddy Foray / Grégory Leblanc)